# Laurent Joly
Pour les articles homonymes, voir Joly.
Laurent Joly, né le 26 juillet 1976, est un chercheur et un historien français. Directeur de recherche au CNRS, il est spécialiste de l’antisémitisme durant le régime de Vichy.

## Biographie

### Formation
Laurent Joly étudie à la faculté des sciences historiques de Strasbourg. En 2004, il obtient un doctorat en histoire à l'université Panthéon-Sorbonne avec une thèse intitulée Vichy et le commissariat général aux questions juives : contribution à l'histoire de la Shoah en France : 1941-1944, rédigée sous la direction de Pascal Ory.

### Parcours universitaire
Il est recruté en 2006 en tant que chargé de recherche au CNRS. Il est affecté au Centre de recherche d'histoire quantitative de l'université de Caen jusqu'en 2015, puis au Centre de recherches historiques de l'École des hautes études en sciences sociales. Il obtient en janvier 2015 une habilitation à diriger des recherches (HDR) à l'École nationale des chartes, avec pour sujet Naissance de l’Action française. Maurice Barrès, Charles Maurras et l’extrême droite nationaliste au tournant du XXe siècle. La même année, il devient directeur de recherche au CNRS.

### Autres activités
En 2017, il est l'auteur, avec le réalisateur David Korn-Brzoza, du documentaire La Police de Vichy qui, se basant sur des archives inédites et colorisées, « retrace les années noires de la police française, de la collaboration à la traque des communistes en passant par les rafles de Juifs, la Résistance, la Libération et l’épuration. »
Il est nommé président du conseil scientifique du Mémorial du camp de Rivesaltes en mars 2023,. 

### Famille
Il est le frère du sociologue Marc Joly.

## Publications
- Xavier Vallat (1891-1972) : du nationalisme chrétien à l'antisémitisme d'État, Paris, Grasset, 2001, 446 p. (ISBN 978-2-246-60831-8)
- Darquier de Pellepoix et l'antisémitisme français, Paris, Berg International, 2002, 199 p. (ISBN 2-911289-49-8)
- Vichy dans la « Solution finale » : histoire du Commissariat général aux questions juives (1941-1944)  (en guise de publication de sa thèse), Paris, Grasset, 2006, 1014 p. (ISBN 2-246-63841-0, présentation en ligne)
- Tal Bruttmann et Laurent Joly (préf. Michel Winock), La France antijuive de 1936 : l'agression de Léon Blum à la Chambre des députés, Sainte-Marguerite-sur-Mer, éditions des Équateurs, 2006, 238 p. (ISBN 2-246-60831-7, présentation en ligne) Rééd., Paris, CNRS Éditions, coll. « Biblis : histoire » n° 146, 2016, 238 p.  (ISBN 978-2-271-09202-1) [présentation en ligne].
- L'Antisémitisme de bureau : enquête au cœur de la Préfecture de police de Paris et du Commissariat général aux questions juives (1940-1944), Paris, Grasset, 2011, 444 p. (ISBN 978-2-246-73691-2, présentation en ligne)
- Les Collabos : treize portraits d'après les archives des services secrets de Vichy, des RG et de l'Épuration, Paris, Les Échappés, 2011, 125 p. (ISBN 978-2-35766-045-8)
- La Délation dans la France des années noires, Éditions Perrin, 2012, 384 p.  (ISBN 9782262034818)
- Naissance de l'Action française : Maurice Barrès, Charles Maurras et l'extrême droite nationaliste au tournant du XXe siècle, Paris, Grasset, 2015, 371 p. (ISBN 978-2-246-81160-2, présentation en ligne), [présentation en ligne], [présentation en ligne]
- Dénoncer les Juifs sous l'Occupation : Paris, 1940-1944, Paris, CNRS Éditions, coll. « Seconde guerre mondiale », 2017, 230 p. (ISBN 978-2-271-09432-2, présentation en ligne)
- L'État contre les Juifs : Vichy, les nazis et la persécution antisémite, Paris, Grasset, 2018, 368 p. (ISBN 978-2-246-86299-4, présentation en ligne)[11],[12]
- Cabu. La Rafle du Vel D'Hiv  (présentation des dessins), Paris, Éditions Tallandier, 2022, 56 p. (ISBN 979-1-021-05398-4, présentation en ligne)
- La Falsification de l'histoire : Éric Zemmour, l'extrême droite, Vichy et les Juifs, Paris, Grasset, 2022, 140 p. (ISBN 978-2-246-83081-8, présentation en ligne)
- La Rafle du Vel d'Hiv. Paris, juillet 1942, Paris, Grasset, coll. « Essais et documents », 2022, 400 p. (ISBN 978-2-246-82779-5)Prix Pierre-Lafue 2023.
- La France et la Shoah : l'occupant, les victimes, l'opinion (1940-1944), Paris, Calmann-Lévy, 2023, 556 p. (ISBN 978-2-7021-8512-4)
- Le Savoir des victimes : Comment on a écrit l'histoire de Vichy et du génocide des juifs de 1945 à nos jours, Paris, Grasset, coll. « Essais et documents », 2025, 448 p. (ISBN 978-2-2468-2399-5)